# 井上仁郎

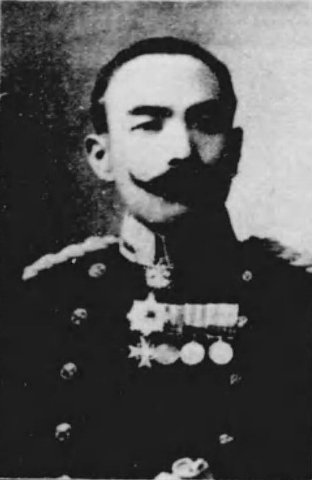
井上仁郎

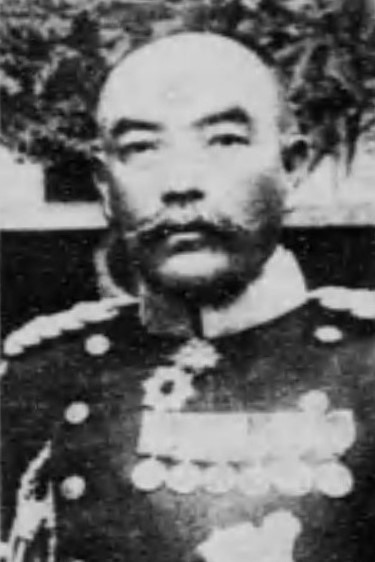
井上仁郎。陸軍中将時代

井上 仁郎（いのうえ にろう、1864年6月27日（元治元年5月24日） - 1920年（大正9年）1月11日）は、日本陸軍の軍人。最終階級は陸軍中将。

## 経歴
伊予国喜多郡新谷（現・愛媛県大洲市）の新谷藩士の家に生まれる。小学校時代の友人に井上要（のちの実業家、衆議院議員）がいた。陸軍士官学校（旧7期）に入り、1885年（明治18年）6月、陸軍工兵少尉任官。同期には宇都宮太郎・島川文八郎両大将や柴勝三郎中将らがいた。1887年（明治20年）に陸士を卒業。軍用鉄道研究のためドイツに派遣された。
日清戦争時には寺内正毅少将の副官を務めた。1904年（明治37年）3月、鉄道大隊長に就任し、日露戦争では大本営臨時軍用鉄道監督部長となった。1905年（明治38年）3月、工兵大佐に昇進。1906年（明治39年）7月、陸軍省軍務局工兵課長に異動。1910年（明治43年）11月、陸軍少将に進み交通兵旅団長となる。1914年（大正3年）航空学校視察のため渡欧。1915年（大正4年）1月、交通兵旅団が交通兵団に改編され、引き続き兵団長を務めた。同年2月、陸軍中将に進級。1916年（大正5年）4月、臨時軍用気球研究会長を兼務した。
1916年8月、下関要塞司令官に就任。1917年（大正6年）8月、待命となり、同年12月、予備役に編入された。
臨時軍用気球研究会において、1909年（明治42年）8月に委員（幹事役）、1916年4月に会長をそれぞれ兼務し、陸軍航空の草創期に貢献した。

## 栄典
位階
- 1905年（明治38年）4月7日 - 従五位[7]
- 1910年（明治43年）5月21日 - 正五位[8]
- 1915年（大正4年）3月10日 - 従四位[9]
- 1917年（大正6年）12月28日 - 正四位[10]

勲章等
- 1895年（明治28年）11月18日 - 明治二十七八年従軍記章[11]
- 1915年（大正4年）
  - 8月28日 - 勲二等瑞宝章[12]
  - 11月10日 - 大礼記念章[13]